# Anisopappus scrophulariifolius
Anisopappus scrophulariifolius là một loài thực vật có hoa trong họ Cúc. Loài này được (Baker) Wild mô tả khoa học đầu tiên năm 1964.